# Martin Hinterstocker (Eishockeyspieler, 1989)
Martin Hinterstocker (* 3. September 1989 in Garmisch-Partenkirchen) ist ein ehemaliger deutscher Eishockeyspieler, der im Laufe seiner Karriere bei den Straubing Tigers, Augsburger Panthern, EHC Red Bull München und DEG Metro Stars in der Deutschen Eishockey Liga aktiv war.

## Karriere
Hinterstocker begann seine Karriere beim TEV Miesbach, bevor er im Alter von 15 Jahren in die Jugend der Starbulls Rosenheim wechselte, für deren Juniorenteam er in der Saison 2004/05 erstmals in der DNL auf dem Eis stand. Für die Senioren absolvierte er in der Saison 2005/06 erste Spiele in der Oberliga. In der Saison 2006/07 wurde Hinterstocker immer häufiger in der Oberliga eingesetzt und wurde zudem mit 32 Treffern in der Hauptrunde bester Torschütze der DNL.
Zur Saison 2007/08 wechselte Martin Hinterstocker zu den DEG Metro Stars in die DEL, wo er zunächst beim Juniorenteam, den DEG Youngsters in der Regionalliga und per Förderlizenz beim Kooperationspartner ESC Moskitos Essen in der 2. Bundesliga eingesetzt wurde. In seiner Premierensaison für die Düsseldorfer gelang ihm in 35 Spielen ein Assist.
Für die Saison 2008/09 wurde Hinterstocker mit einer Förderlizenz für den EHC München ausgestattet. Zur Saison 2012/13 wurde er fix von den Münchnern verpflichtet.
Am 2. Oktober 2014 gaben die Augsburger Panther die Verpflichtung des Stürmers bekannt. Nach einem Jahr verließ Hinterstocker Augsburg wieder und schloss sich dem Ligakonkurrenten Straubing Tigers an.
Im Sommer 2016 beendete er seine Karriere im Alter von 26 Jahren aufgrund einer Vielzahl von Verletzungen.

## Erfolge und Auszeichnungen
- 2007 Torschützenkönig der DNL-Hauptrunde (gemeinsam mit Jerome Flaake)

## Karrierestatistik
(Legende zur Spielerstatistik: Sp oder GP = absolvierte Spiele; T oder G = erzielte Tore; V oder A = erzielte Assists; Pkt oder Pts = erzielte Scorerpunkte; SM oder PIM = erhaltene Strafminuten; +/− = Plus/Minus-Bilanz; PP = erzielte Überzahltore; SH = erzielte Unterzahltore; GW = erzielte Siegtore; 1 Play-downs/Relegation; Kursiv: Statistik nicht vollständig)